# Agencia de Obra Pública de la Junta de Andalucía
Die Agencia de Obra Pública de la Junta de Andalucía (AOP Andalucía) gehört zum Geschäftsbereich der Consejería de Fomento, Infraestructuras y Ordenación del Territorio (Regionales Ministerium für Entwicklung, Infrastrukturen und Raumordnung). Zur Kosteneinsparung entstand sie zum 27. Juli 2010 durch Umwidmung der Ferrocarriles de la Junta de Andalucía bei gleichzeitiger Verschmelzung mit der GIASA. Die Agencia ist für die Verkehrsinfrastruktur der autonomen Gemeinschaft Andalusien verantwortlich, wobei der Schwerpunkt bei Schiene und Straße liegt.

## Vorgänger

### Ferrocarriles Andaluces
Die Ferrocarriles Andaluces (FCA) wurden im Juni 2003 als Andalusien gehörendes öffentlich-rechtliches Unternehmen gegründet. Hauptaufgabe war die Förderung des öffentlichen Personenverkehrs insbesondere durch Bau und Betrieb neuer Eisenbahnstrecken sowie durch Reaktivierung stillgelegter Strecken. Der Fokus lag dabei auf den Provinzhauptstädten und deren Umgebung. Später erfolgte die Umbenennung in Ferrocarriles de la Junta de Andalucía.

### GIASA
Die im Infrastrukturbereich tätige, staatliche Aktiengesellschaft Gestión de Infraestructuras de Andalucía, S.A. (GIASA) wurde bereits im August 1991 als Sogefinsa für die infrastrukturelle Vorbereitung der Alpine Skiweltmeisterschaft 1996 gegründet. 1997 wurde der Aufgabenbereich auf Verkehrsinfrastrukturen in ganz Andalusien ausgeweitet und um den Wasserbereich erweitert, der 2003 wieder abgegeben wurde.

## Aktivitäten
Die Agencia verantwortet 2024
- Bau und Betrieb der Stadtbahn Granada und des Tram-Train Cádiz;
- die Konzessionen der Metro Málaga und der Metro Sevilla;
- Aktivitäten im Bereich des Hochleistungsstraßennetzes und des interprovinziellen Straßennetzes, u. a. Autovías A-92, A-334, A-357, A-381, A-382 sowie Ostumfahrung Córdoba;[3]
- Aktivitäten im Bereich des Radverkehrs (u. a. Radverkehrspläne für Algeciras, Almería, Cádiz, Huelva und Málaga)[4] sowie in städtischen Räumen.

Dazu gehören jeweils auch entsprechende Machbarkeits- und sonstige Studien sowie fallweise auch die Finanzierung von Rollmaterial.

## Projekte

### Eje transversal
Der Eje ferroviario transversal de Andalucía ist eine zu errichtende West-Ost-Querverbindung  von Huelva über Sevilla, Antequera und  Granada nach Almería als normalspurige Hochgeschwindigkeitsstrecke. Dabei war Andalusien allein für Planung, Bau und Finanzierung (1,3 Mrd. €) des 129 km langen Abschnitts von Sevilla nach Antequera verantwortlich, der Rest lag in der Verantwortung der Zentralregierung. 2013 stellte Andalusien die Arbeiten wegen fehlender Mittel ein. Bis dahin waren lediglich die Erdarbeiten im Abschnitt Marchena – Antequera-Santa Ana (75,8 km) fertiggestellt. Dafür wurden, einschließlich erforderlicher Abstandszahlungen wegen bereits geschlossener Verträge, 287 Millionen € ausgegeben. Lediglich ein kurzer Abschnitt im Bereich Osuna/Aguadulce (9,3 km) wird seit 2018 für die Umfahrung einer durch eine Flutwelle weggespülten Brücke der Breitspur-Bestandsstrecke genutzt und ging daher an ADIF über.

### Weitere Projekte
Zu den weiteren Projekten im Schienenverkehrsbereich, deren Weiterbearbeitung ruht oder eingestellt wurde und die daher, mit Ausnahme der Straßenbahn Jaén, 2024 nicht mehr im Internetauftritt erwähnt werden, zählen:
- Costa del Sol–Korridor
  - West: Ausbau der bestehenden Bahnstrecke Málaga–Fuengirola (Cercanías Málaga) und Verlängerung bis Algeciras
  - Ost: Erweiterung der Metro Málaga durch Reaktivierung stillgelegter Schmalspur-Strecken
- Stadt-/U-Bahnen in den Städten Jaén (baulich seit 2011 fertig gestellt, Inbetriebnahme 2025 geplant) und Jerez.